# Fort Peck
Přehrada Fort Peck (Fort Peck Dam) je název velké přehrady na řece Missouri v Montaně. V současnosti je nejvyšší ze šesti přehrad na řece Missouri a zároveň největší hydraulicky řízenou přehradou na území Spojených států. Přehrada vytváří velké vnitrozemní jezero stejného jména, které je s délkou 216 km pátým největším umělým jezerem v USA. Jezero i přehrada jsou nazvané podle nedaleké obce Fort Peck (233 obyvatel). Přehrada byla postavena ve 30. letech 20. století v rámci Rooseveltova ekonomického opatření New Deal. 

## Paleontologický význam
V okolí přehrady a jezera na území východní Montany se nacházejí četné výchozy druhohorních pozdně křídových sedimentů s fosiliemi dinosaurů (např. populární Tyrannosaurus rex) i jiných pravěkých organismů daného období. Jedná se zejména o sedimenty geologického souvrství Hell Creek. Mezi vědecky nejhodnotnější objevy patří i "gravidní" samice druhu T. rex ("B-Rex"), jejíž fosilie byly nedaleko přehradní nádrže objeveny v roce 2000.